# Erdődi gyilkosságsorozat
Az erdődi gyilkosságsorozat (horvátul: Pokolj u Erdutu) 37 magyar és horvát civil meggyilkolása volt a horvátországi Erdőd faluban, amelyet a horvátországi szerb erők és a szerb önkéntes gárda félkatonai szervezetei követtek el 1991 novembere és 1992 júniusa között, a horvátországi háború idején. A gyilkosságsorozatban huszonkét magyar és 15 horvát halt meg. Az első gyilkosságok 1991. november 10-én történtek, amikor tizenkét civilt öltek meg. A következő napokban még nyolcan haltak meg. További öt civil vesztette életét december 10-én, további hét pedig december 16-án. Négy másik személyt 1992. február 21-én, az utolsót pedig június 3-án ölték meg. Ezen áldozatok holttestét tömegsírokba temették, vagy a közeli kutakba dobták.
Az áldozatok többségét 1998-ban exhumálták, miután az erdődi megállapodás 1995-ös aláírását követően a terület visszakerült horvát ellenőrzés alá. A volt Jugoszláviával foglalkozó Nemzetközi Törvényszék (ICTY) az ügyben több szerb és horvát szerb tisztviselő ellen, köztük Slobodan Milošević, Jovica Stanišić, Franko Simatović és Goran Hadžić ellen emelt vádat a gyilkosságokban való állítólagos részvételük miatt. Milošević és Hadžić meghalt, mielőtt tárgyalásuk befejeződhetett volna. Stanišićot és Simatovićot eredetileg felmentették, de a fellebbezés során felmentő ítéletüket hatályon kívül helyezték, és újratárgyalják őket.

## Előzmények
1990-ben, a horvát szocialisták választási vereségét követően az etnikai feszültségek tovább fokozódtak. A Jugoszláv Néphadsereg (Jugoslovenska Narodna Armija – JNA) elkobozta Horvátország területvédelmi fegyvereit (Teritorijalna obrana – TO), hogy minimalizálja a lehetséges ellenállást. 1990. augusztus 17-én a fokozódó feszültség a horvátországi szerbek nyílt lázadásává fajult.A lázadás Dalmácia hátországának Knin körüli, túlnyomórészt szerbek lakta területein, valamint a Lika, Kordun, Banovina régiók és Kelet-Horvátország egyes részein zajlott. 1991 januárjában Szerbia Montenegró, valamint a szerbiai Vajdaság és Koszovó tartományok támogatásával kétszer is sikertelenül próbálkozott, hogy megszerezze a jugoszláv elnökség jóváhagyását a JNA bevetéséhez a horvát biztonsági erők leszerelésére.
A szerb felkelők és a horvát különleges rendőrség között márciusban vívott vértelen összecsapás után maga a JNA, Szerbia és szövetségesei támogatásával, kérte a szövetségi elnökséget, hogy adjon neki háborús jogosítványokat és hirdessen ki rendkívüli állapotot. A kérelmet 1991. március 15-én elutasították, és a JNA Slobodan Milošević szerb elnök irányítása alá került 1991 nyarán, amikor a jugoszláv szövetség szétesésnek indult. A hónap végére a konfliktus eszkalálódott, ami a háború első halálos áldozataihoz vezetett. A JNA ezután közbelépett, hogy támogassa a felkelőket, és megakadályozza a horvát rendőrség beavatkozását. Április elején a horvátországi szerb lázadás vezetői bejelentették, hogy az ellenőrzésük alatt álló területeket integrálják Szerbiával. Horvátország kormánya ezt az elszakadás aktusának tekintette. Májusban a horvát kormány válaszul megalakította a Horvát Nemzeti Gárdát (Zbor narodne garde – ZNG),ám fejlődését hátráltatta az Egyesült Nemzetek Szervezetének (ENSZ) szeptemberben bevezetett fegyverembargója. Október 8-án Horvátország kikiáltotta függetlenségét Jugoszláviától.
Az Erdődöt ért első tüzérségi támadás az itteni ZNG egységek ellen július 25-én történt, amikor a JNA a szerbiai Vajdaság tartományból, a Duna túloldaláról 24 mozsárágyúból lőtt ki lövedékeket a településre. A középkori Erdődi vár sérülése mellett, a támadás hat halálos áldozatot követelt, és az 1. gárdadandár 18 katonája sérült meg. Az egység hozzávetőlegesen száz katonát telepített a faluba, akik egy általában az eszéki vízszolgáltató által üzemeltetett létesítményben állomásoztak a hónap elején. Augusztus 1-jén kora reggel Dálya, Erdőd és Almás községek területét újabb tüzérségi bombatámadás érte. Horvát források szerint a tüzérségi tűz a Duna bal partján állomásozó JNA 51. gépesített dandártól és a horvátországi szerb TO-tól származott. A JNA tagadta, hogy részt vett volna a bombázásban.
Nem sokkal a bombázás után, mivel a horvát szerb TO és a Szerb Önkéntes Gárda (Srpska dobrovoljačka garda, rövidítve: SDG) félkatonai szervezetei megtámadták a dályai rendőrőrsöt, a horvát rendőrség a JNA segítségét kérte. Amikor a JNA egysége bevetésre került, arról számolt be, hogy amint Erdődre tartott, Erdődtől 15 km-re Gombos és Dálya között lövések érték a ZNG 3. gárdadandár 1. zászlóaljának 1. századától, amit viszonzott, mielőtt továbbhaladt volna Dálya irányába. Ezzel szemben a volt Jugoszláviába kirendelt Nemzetközi Büntetőtörvényszék (ICTY) szerint az esemény szemtanúja azt állította, hogy a JNA provokálatlanul lőtt családi házakra Erdődön. Ugyanezen a napon a JNA tankjai behatoltak Erdődbe. A JNA bevonulása után a horvátországi szerbek megalakították a Kelet-Szlavóniai, Baranyai és Nyugat-Szerémségi Szerb Autonóm Terület (SAO Slavonija, Baranja i Zapadni Srem) – egy horvátországi szakadár terület – kormányát, és a Szerb Különleges Terrorellenes Egység parancsnoka Radovan Stojičić, a Szerb Önkéntes Gárda táborát hozta létre a faluban,, amelyet Željko Ražnatović vezetett. 1991 második fele a háború leghevesebb szakaszát hozta, melynek legvéresebb epizódjai az 1991-es JNA-hadjárat, Dubrovnik ostroma, és a Vukovári csata voltak. Ezzel egy időben a horvátországi szerb hatóságok megkezdték a nem szerb civilek szisztematikus kiűzését az ellenőrzésük alatt álló területekről. Az Erdőd térségében és Kelet-Szlavónia más részein történt kiutasításokat elsősorban az a cél motiválta, hogy az etnikai összetételt a szerbek javára változtassák meg, valamint a Nyugat-Szlavóniából az Otkos–10 és a Hurrikán–91 hadműveletek után elmenekült szerb menekülteket ide telepítsék le.

## A gyilkosságok
A szerb TO és az SDG november 9-én Erdődön, valamint a közeli Dalj Planina és Erdut Planina falvakban magyar és horvát civileket tartóztattak le, és az SDG kiképző táborába vitték őket. Az ICTY ügyészsége szerint a csoport tizenkét tagját másnap megölték. Nyolc áldozat holttestét Ćelije faluban, egyet Daljski Atarban temették el, három holttestet pedig Boróban egy kútba dobtak. November 11-én a szerb TO és az SDG további öt nem szerb civilt tartóztatott le Klisszapusztán, egyet Bijelo Brdóban, egyet pedig Dályában, akiket szintén Erdődre vittek kihallgatásra. A hét közül kettőnek szerb rokonai voltak, és szabadon engedték, míg a maradék ötöt brutális bánásmódban részesítették,  majd kihallgatásuk után meggyilkolták őket, és egy čelijei tömegsírba temették el. A szerb TO és az SDG emberei november közepén további három civilt – köztük a november 10-én meggyilkoltak családtagjait – tartóztatták le és végezték ki őket.
A gyilkosságok a következő hónapban is folytatódtak, amikor a szerb TO és az SDG további öt nem szerb civilt tartóztatott le Erdődön. A TO erdődi kiképzőközpontjában ölték meg őket. Közülük három holttestet dobtak egy kútba Daljski Atarban. A horvátországi szerb TO, a rendőrség és az SDG további hét magyar és horvát civilt letartóztatott Erdődön, akiket az erdődi kiképzőközpontban tartottak fogva december 26-ig, amikor meggyilkolták őket. Hatnak a holttestét szintén egy kútba dobták Daljski Atarban.
További gyilkosságok történtek 1992. február 21-én, amikor a horvátországi szerb erők és az SDG négy nem szerb civilt tartóztattak le, és kihallgatásuk után a kiképzőközpontban megöltek. A négyüket ezt követően egy tömegsírba temették el Daljski Atarban. Még egy magyar civilt gyilkolt meg a szerb Állambiztonsági Szolgálat az SDG segítségével, miután érdeklődött rokonai felől, akiket 1991 novemberében öltek meg. Holttestét egy kútba dobták Dalj Planinában. Meggyilkolásával 1991 novembere és 1992 júniusa között az Erdődön megölt civilek száma elérte a 37 főt, ebből 22 magyar és 15 horvát volt.

## Következmények
1995 augusztusában a Vihar hadművelet után, Kelet-Szlavónia kivételével, Horvátország visszavette az irányítást a korábban a szerb erők által birtokolt területek felett, benne az Erdőd környéki régióval. Kelet-Szlavónia fokozatosan került horvát irányítás alá az 1995. november 12-én aláírt erdődi megállapodás, és az Egyesült Nemzetek békefenntartói adminisztrációja által elősegített átadás alapján, mely 1998. január 15-én fejeződött be.
1998 októberében három holttestet emeltek ki egy erdődi kútból. Napokkal később további holttesteket húztak ki egy kútból Daljski Atarban, ahol összesen 23 áldozatot találtak. Ćelije faluban 2012-ig összesen 32 emberi maradvány került elő. Az ćelijei tömegsírhoz az ott eltemetett áldozatokra és Kelet-Szlavónia számos más helyén eltemetett áldozatokra emlékezve évente emlékező menetben vonulnak, míg a daljski atari helyet 2013 óta a civil áldozatok emlékműve jelzi.

### A háborús bűnösök felelősségre vonása
Az ICTY Szerbia akkori vezetőjét Slobodan Miloševićet nem szerb civilek kiirtásával, a falu legalább 2500 lakosának elűzésével és vagyonuk megsemmisítésével vádolta meg. Milošević perének tárgyalása 2002. február 12-én kezdődött, de a vádlott 2006 márciusában meghalt, mielőtt még ügyében ítélet született volna. Az SDG, amely Kelet-Szlavóniában a legnagyobb szerb félkatonai alakulat volt, és vezetője, Željko Ražnatović háborús bűnökkel és etnikai tisztogatással szerzett hírnevet. Az SDG módszeresen kifosztotta a régió falvait, és a területet Ražnatović fa- és fűrészáru, kőolaj és bor forrásává változtatta, amelyet Szerbiában és magában Erdődön értékesíthetett. Ražnatovićot soha nem vádolták meg az SDG által Erdődön elkövetett háborús bűnökkel. Az ICTY is csak a Sanski Most területén vagy annak közelében elkövetett háborús bűnökkel vádolta meg. Belgrádban 2000. január 15-én, mielőtt még bíróság elé állhatott volna, meggyilkolták.
Az ICTY vádat emelt Jovica Stanišić, a Szerbiai Állambiztonsági Szolgálat 1991-es helyettes vezetője és Franko Simatović, az Állambiztonsági Szolgálat Különleges Műveleti Egységének vezetője, és Stanišić alárendeltje ellen, az Erdődön és másutt elkövetett háborús bűnökkel kapcsolatban. A vádirat kifejezetten azzal vádolta őket, hogy egy közös bűnügyi vállalkozás részeként elősegítették a kommunikációt Milošević és a különböző horvátországi szerb erők között, valamint kiképzést, logisztikát és finanszírozást és gyakorlati segítséget nyújtottak ezeknek az erőknek, és különféle háborús bűnök fizikai elkövetőinek a háborús bűnök megtervezésével kapcsolatban. Az ICTY egyik tanúja szerint Stanišić és Simatović a háború egész ideje alatt segítséget nyújtottak az SDG-nek, az ICTY tanácsa azonban 2013. május 30-án mindkettőjüket felmentette. A felmentő ítéleteket 2015. december 15-én hatályon kívül helyezték, és az ügyben új eljárás indult.
Az ICTY vádat emelt Goran Hadžić, horvátországi szerb politikai vezető ellen is, aki akkoriban, a Kelet-Szlavóniai, Baranyai és Nyugat-Szerémségi Szerb Autonóm Terület kormányának vezetője is volt, mielőtt az beolvadt a Krajinai Szerb Köztársaságba. A vádak közé tartozott az üldöztetés, a megsemmisítés, a gyilkosság, a bebörtönzés, a kínzás, az embertelen cselekmények és a kegyetlen bánásmód, a deportálás, a lakosság erőszakos kitelepítése, az Erdődön és másutt elkövetett tulajdonkárosítás és kifosztás. Hadžić 2016 júliusában, 57 évesen halt meg agydaganatban, és ügyében soha nem hoztak ítéletet. 2012. július 31-én a horvát hatóságok vádat emeltek Božo Bolić, az erdődi rendőrőrs parancsnoka ellen is az 1991 végén és 1992-ben végrehajtott jogellenes letartóztatások és polgári lakosságot ért bántalmazások ügyében, akiket később átadtak az SDG-nek. 2014-ben Bolić még szabadlábon volt.

## Fordítás
Ez a szócikk részben vagy egészben  az   Erdut killings című angol Wikipédia-szócikk ezen változatának fordításán alapul.  Az eredeti cikk szerkesztőit annak laptörténete sorolja fel. Ez a jelzés csupán a megfogalmazás eredetét és a szerzői jogokat jelzi, nem szolgál a cikkben szereplő információk forrásmegjelöléseként.